# Дьоп, Пап
Пап Шейх Дьоп Гейе[прим.] (фр. Pape Cheikh Diop Gueye; родился 8 августа 1997 года в Дакаре, Сенегал) — сенегальский футболист, полузащитник клуба «Эльче» и сборной Сенегала.
Дьоп родился в Сенегале, но в 2011 году переехал в Испанию.

## Клубная карьера
В 2012 году Пап попал в молодёжную команду клуба «Монтанерос». Спустя год он перешёл в «Сельту». 23 августа 2014 года в матче Сегунды против «Леальтада» Дьоп дебютировал за дублёров команды из Виго. Спустя несколько дней в поединке против «Лангрео» он забил свой первый гол. В августе 2015 года Пап подписал контракт с «Сельтой» сроком на пять лет. 12 декабря в матче против «Эспаньола» он дебютировал в Ла Лиге, заменив в конце второго тайма Нолито. 27 ноября в поединке против «Гранады» Дьоп забил свой первый гол за «Сельту».
Летом 2017 года Пап перешёл во французский «Лион». 13 декабря в поединке Кубка Франции против «Монпелье» Диоп дебютировал за основной состав. 8 апреля 2018 года в матче против «Меца» он дебютировал в Лиге 1. Летом 2019 года Пап на правах аренды ненадолго вернулся в «Сельту». Летом 2021 года Дьоп был арендован «Дижоном». 22 августа в матче против «Анже» он дебютировал за новую команду.
Летом 2022 года Дьоп перешёл в греческий «Арис», подписав контракт на два года. 21 августа в матче против «Левадиакоса» он дебютировал в греческой Суперлиге. В начале 2023 года Дьоп перешёл в «Эльче». 15 февраля в матче против мадридского «Реала» он дебютировал за новый клуб.

## Международная карьера
В 2015 году Дьоп в составе юношеской сборной Испании выиграл юношеского чемпионата Европы в Греции. На турнире он сыграл в матчах против команд Нидерландов, Германии, Франции и дважды России.
В 2020 году Дьоп принял решение выступать за Сенегал. 9 октября в товарищеском матче против сборной Марокко Пап дебютировал за сборную Сенегала.

## Достижения
Международные
 Испания (до 19)
- Чемпион Европы для игроков до 19 лет — (2015)